# Niko Alm

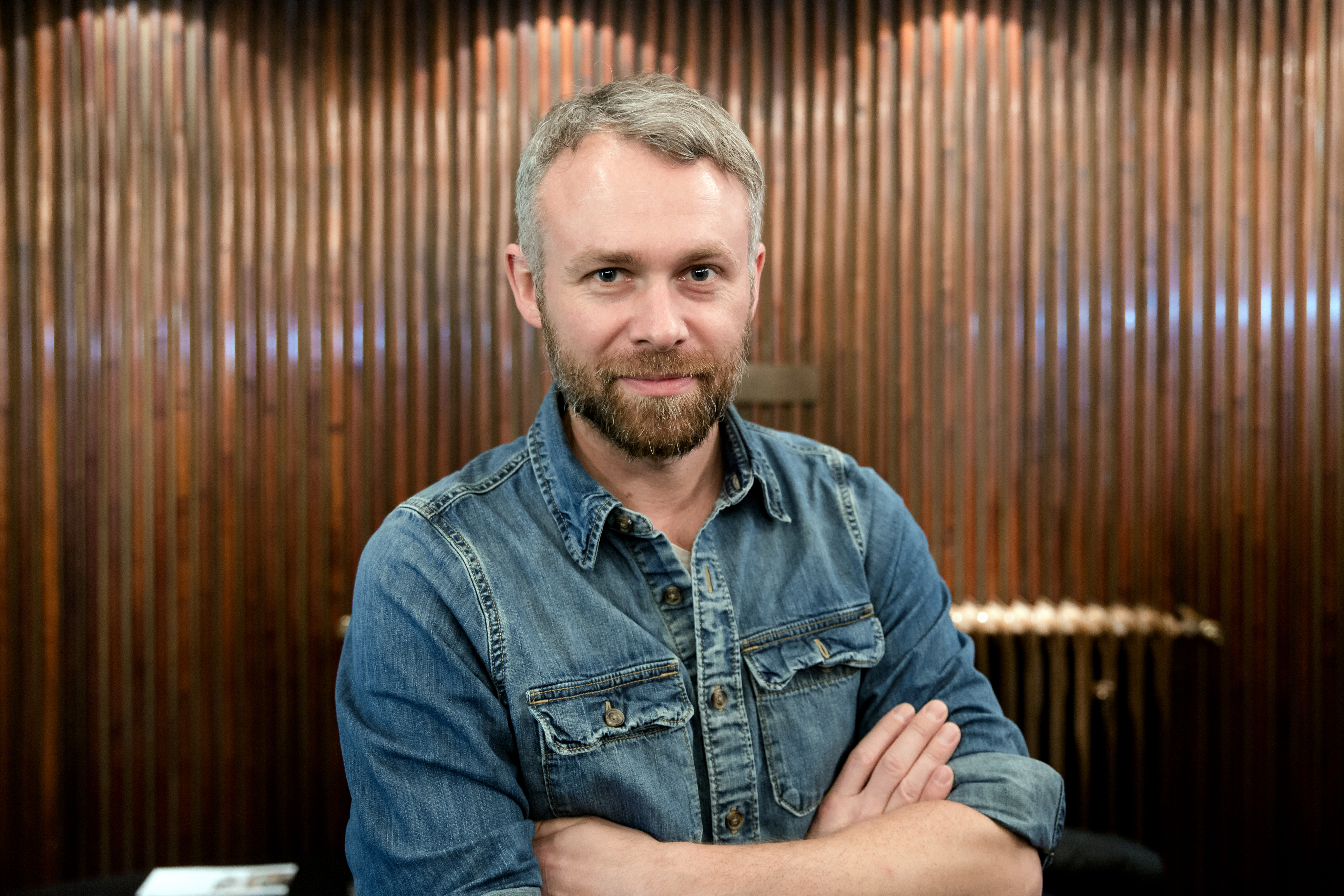
Niko Alm, 2016

Nikolaus „Niko“ Alm (* 30. August 1975 in Wien) ist ein österreichischer Unternehmer, Publizist, ehemaliger Politiker (NEOS, Die Bierpartei) und Politik-Aktivist für Laizität. Er ist Gründer der Initiative gegen Kirchenprivilegien, der Laizismus-Initiative und Gründungsmitglied der Giordano-Bruno-Stiftung in Österreich. Niko Alm war von Oktober 2013 bis Ende März 2017 Abgeordneter zum österreichischen Nationalrat. Von 2017 bis zu deren Einstellung im Jahr 2020 war Niko Alm Geschäftsführer des Medienprojekts Addendum.

## Leben
Alm studierte Publizistik und Philosophie. Zunächst war er als freischaffender Musikjournalist und Designer tätig, danach gründete er und wurde Geschäftsführer des Marketing-Unternehmens voortekk. 2001 gründete er Super-Fi, deren Geschäftsführer er auch wurde. Super-Fi umfasst eine Gruppe von Unternehmen, die in Bereichen wie Marketing, Musikplattformen, Social Media und Magazinen tätig sind. Im Jahr 2013 verkaufte Alm seine Anteile an Super-Fi an VICE. 2005 übernahm er die Herausgeberschaft des Popkulturmagazins The Gap und wechselte 2007 als Herausgeber zur österreichischen Ausgabe von VICE, wo er auch bis März 2016 als Geschäftsführer der VICE CEE Holding tätig war.

### Tätigkeit als Religionskritiker
Alm wurde in österreichischen Medien als bekennender Atheist und Religionskritiker bekannt. Er engagiert sich für eine Trennung von Staat und Religion und spricht sich somit für Laizität aus. Nach seiner Auffassung ist die logische Konsequenz einer solchen Trennung die Beseitigung sämtlicher Privilegien und eine Neuverhandlung des Konkordats nach diesen Gesichtspunkten.
Im Jahr 2009 wollte Alm Busse der Wiener Linien mit dem Spruch „Es gibt keinen Gott“ versehen, wobei die Wiener Linien eine Affichierung untersagten. Die Sujets wurden daraufhin auf der Wiener Mariahilfer Straße plakatiert. Die Aktion stand im Zusammenhang mit der Atheist Bus Campaign. Im Jahr 2010 warb er mit der Aktion Religionsfreiheit? Lasst uns selbst entscheiden! dafür, dass Schulkinder bis zu ihrer Religionsmündigkeit (14 Jahre) Ethikunterricht statt Religionsunterricht erhalten sollen. Die Aktion wurde auf Deutsch und Türkisch durchgeführt. Im Mai 2011 übernahm Alm von Heinz Oberhummer den Vorsitz des Zentralrates der Konfessionsfreien.
Im Juli 2011 erregte der Anhänger der religionsparodistischen Bewegung des Fliegenden Spaghettimonsters Aufsehen, als er sein offizielles Führerscheinfoto veröffentlichte, auf dem er ein Nudelsieb als Kopfbedeckung trägt. Alm gab an, dass damit bei den österreichischen Behörden das Nudelsieb als religiöse Kopfbedeckung akzeptiert wurde. Die Behörden gaben jedoch an, dass das Foto unabhängig jeglichen religiösen Zusammenhangs genehmigt wurde. Bei einem Führerscheinbild müsse im Gegensatz zum Passfoto bloß gewährleistet sein, dass der Kopf und das Gesicht erkennbar und vollständig abgebildet ist. In § 2 Abs 1 Z 1 lit. h Führerscheingesetz-Durchführungsverordnung heißt es dazu noch weniger dezidiert: „[E]in Lichtbild, mit einer Höhe zwischen 36 und 45 mm und einer Breite zwischen 28 und 35 mm, wobei der Kopf erkennbar und vollständig abgebildet sein muss,“ womit es auch keine Vorgaben das Gesicht betreffend gibt. In den Medien wurde die Aktion als Vorführung der besonderen Behandlung der Religion kolportiert. Alm selbst begründete die Aktion damit, dass er ein sehr sensibles Organ für Privilegien der Kirchen und Religionsgesellschaften habe und es als Demokrat nicht akzeptiere, dass manche gleicher seien als andere, vor allem wenn sie ihre Sonderrechte auf unbeweisbare Behauptungen stützen würden.
Im April 2013 fand die Eintragungswoche für das von Alm mitinitiierte Volksbegehren Initiative gegen Kirchenprivilegien statt. Dieses wurde von 56.673 Personen (das sind 0,89 Prozent der Wahlberechtigten) unterschrieben.
Im Februar 2019 veröffentlichte er im Residenz Verlag das Buch Ohne Bekenntnis: Wie mit Religion Politik gemacht wird. Zentraler Punkt der für Laizität eintretenden Publikation ist u. a. die Frage wie frei die Politik von Religion ist, gebunden etwa durch die Konkordate des frühen 20. Jahrhunderts.
Alm tritt als einer der Protagonisten im Dokumentarfilm I, Pastafari: A Flying Spaghetti Monster Story (2019) auf.

### Podcast
Seit 26. November 2021 ist Niko einer der Co-Hosts von Radio Athikan Podcast.

### Politischer Werdegang
Im Februar 2013 wurde bekannt, dass Alm, der bei der Landtagswahl in Niederösterreich 2003 für die Grünen kandidiert und bei den Nationalratswahlen 2006 und 2008 mit seiner Agentur Super-Fi jeweils die Wahlkampagne dieser Partei organisiert hatte, 
Aufträge der rot-grünen Wiener Stadtregierung u. a. des Universitätsbeauftragten Alexander Van der Bellen erhielt. Dies wurde kritisiert, da Politiker der Grünen kurz zuvor – im Zusammenhang mit ähnlichen Vorgängen im Innenministerium – für ein Verbot der Auftragsvergabe an parteinahe Agenturen eingetreten waren. Alm wies eine Nähe zu den Grünen zurück, die Partei bezeichnete die Berichte als „Schmutzkübel-Kampagne“.
Im April 2013 stellte sich Alm den parteiinternen Vorwahlen der Partei NEOS – Das Neue Österreich und Liberales Forum und erreichte den 17. Platz auf der Bundeswahlliste. Auf der Landeswahlliste für Wien wurde er auf den zweiten Platz gereiht. Bei der Nationalratswahl am 29. September 2013 erreichte die Partei 5 % und zog somit erstmals ins Parlament ein. Alm selbst konnte dabei ein Mandat im Landeswahlkreis Wien erzielen. In der Folge fungierte Niko Alm im Parlamentsklub von NEOS als Sprecher für Wirtschaft (Start-ups, EPU, KMU), Netzpolitik, Medienpolitik, Weltraum und Inneres. Er war vorübergehend auch Sprecher für Tierschutz, Sport, Landesverteidigung und Religion.
Am 30. März 2017 erklärte Niko Alm überraschend seinen Rücktritt als Nationalratsabgeordneter, da er eine Führungsposition in einem neu aufzubauenden Medienunternehmen annehmen werde und diese privatwirtschaftliche Betätigung nicht vereinbar sei mit der Ausübung eines Nationalratsmandats. Wie später bekannt wurde, handelt es sich bei diesen Medienunternehmen um die Rechercheplattform Addendum. Seine Nachfolgerin im Klub von NEOS wurde Karin Doppelbauer. Sein Mandat im Landeswahlkreis Wien erhielt Claudia Gamon, das dadurch frei gewordene Mandat auf der Bundesparteiliste Karin Doppelbauer.
Bei der Landtags- und Gemeinderatswahl in Wien 2020 kandidierte Alm für die Bierpartei und errang einen Sitz in der Bezirksvertretung des Bezirks Landstraße.

## Veröffentlichungen
- Niko Alm: Ohne Bekenntnis – Wie mit Religion Politik gemacht wird. Residenz Verlag, Wien 2019, ISBN 978-3-7017-3456-6